# Serixia juisuiensis
Serixia juisuiensis là một loài bọ cánh cứng trong họ Cerambycidae.